# Rubia rigidifolia
Rubia rigidifolia är en måreväxtart som beskrevs av Antonina Ivanovna Pojarkova. Rubia rigidifolia ingår i släktet krappar, och familjen måreväxter. Inga underarter finns listade i Catalogue of Life.